# Агришу де Жос (Бистрица-Насауд)
Агришу де Жос (рум. Agrișu de Jos) насеље је у Румунији у округу Бистрица-Насауд у општини Шиеу-Одорхеј. Oпштина се налази на надморској висини од 311 m.

## Становништво
Према подацима из 2002. године у насељу је живело 387 становника, од којих су сви румунске националности.